# Convention européenne de jonglerie
Pour les articles homonymes, voir EJC.

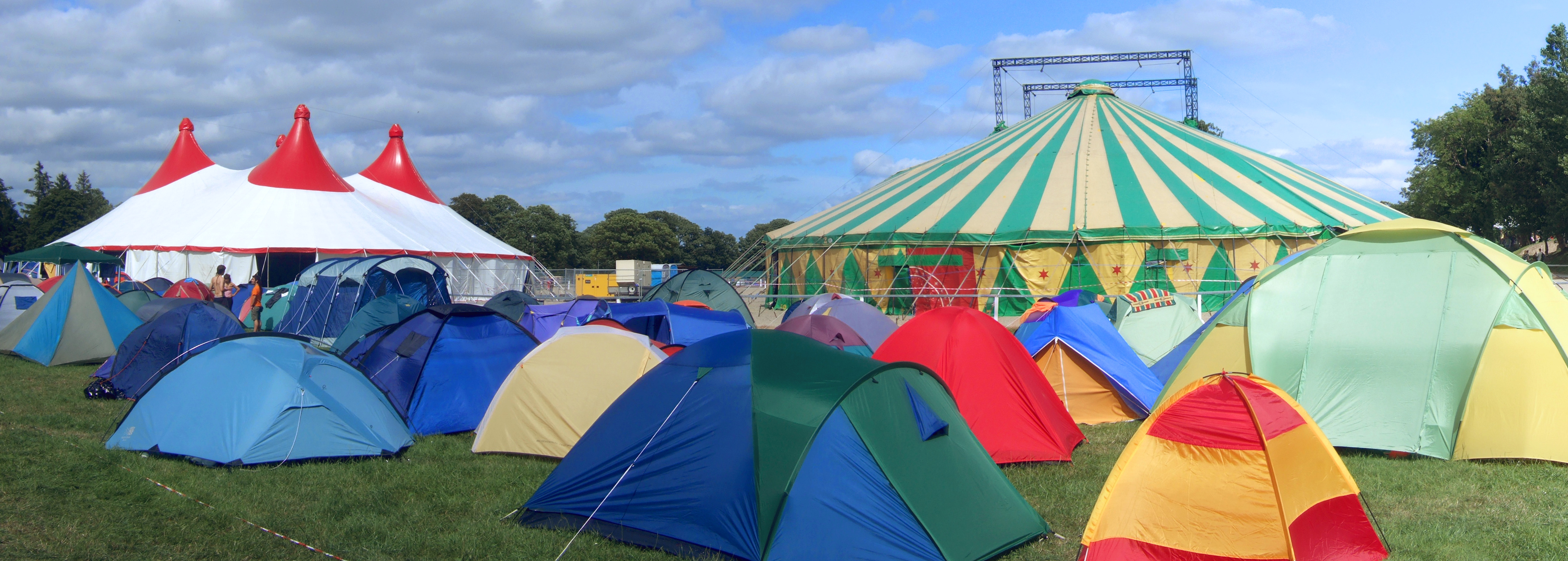
Chapiteaux, EJC 2006, Millstreet, Irlande.

La convention européenne de jonglerie (en anglais European Juggling Convention ou EJC) est l’une des plus importantes conventions de jonglerie au monde. Elle regroupe chaque année durant l’été plusieurs milliers de participants du monde entier dans une ville d’Europe différente.
Elle est préparée par un comité d’organisation local supervisé par l’association européenne de jonglerie, en anglais European Juggling Association (EJA). C’est une association à but non lucratif fondée en France à Saintes en 1987 pour la convention européenne qui y avait lieu.
Comme pour la plupart des conventions de jonglerie, l’EJC propose :
- des centaines d’ateliers pour les jongleurs (appelés workshops (en)) durant lesquels s’échangent conseils techniques et pratiques dans toutes les disciplines :
  - lancer : balles, rebond, anneaux, massues (passing (speed passing, take outs), diabolos, bâton du diable, chapeaux (mexicains), boites à cigares
  - théorie : notation en jonglerie, siteswap, mathématique de la jonglerie ;
  - rotations et isolations (swinging/spinning), manipulation : poï/bolas, rope dart (en), meteor hammer (en), hula-hoop, bâton, rotation de balles (ball spinning) ;
  - acrobatie : acrobaties (solo, duo, trio), corde, numéro aérien (trapèze, tissu, corde), jonglerie organique (avec le corps), tumbling, trampoline ;
  - équilibrisme : slackline, fil, équilibre et marche sur les mains ;
    - équilibres d’objets sur la tête ou le visage, équilibre sur parapluie, assiettes tournantes ;
    - monocycle (descente de collines, trial, uni-hockey), échasses, roue Cyr ;

  - autres objets : lasso, yo-yo, bilboquet, kendama, levistick, astrojax, flair bartending, boomerang, corde à sauter, sculpture de ballons, bulles de savon, flash cups ;
  - manipulation et contact : balles, anneaux, bâtons,
  - antipodisme : lancer et reprise de balles avec les pieds, footbag, football freestyle,
  - magie, manipulation et lancer de cartes à jouer ;
  - ateliers de conseils pour être clown, pour faire un spectacle de rue, donner un numéro sur scène, jonglerie et musicalité ;
  - certaines activités moins liées à la jonglerie ont également leurs ateliers :
    - jeu de go, rubik's cube, improvisation (comédie), théâtre, escalade, origami, langue des signes (et jeux avec les doigts), esperanto, urban passing parkour, « free hugs 4 Tibet » ;
    - musique : percussions (perscussions organiques), didjeridoo, harmonica, ukulele, beatboxing, chant diphonique, kashaka (asalato/patica) ;
    - expression corporelle et relaxation : apprendre à crier/à chanter/à rire/à chuter sans se blesser, stretching (des doigts), rééducation du poignet, hatha-yoga (nauli), taiji quan, hip hop isolation (breakdance), capoeira, tango argentin, massage en tout genre[1] ;
- des scènes ouvertes quotidiennes suivi de renegades (renagade show (en)) où tous les jongleurs sont invités à présenter leurs performances sur scène ;
- une parade : les jongleurs défilent devant la foule dans la ville hébergeant la convention ;
- les jeux de la jongle : jeux en extérieur, défis d’adresse, d’équilibre et d’endurance lancés par les organisateurs aux participants ;
- un spectacle public, le gala, avec des jongleurs renommés.

Certains rituels sont ancrés dans les mœurs :
- le combat de gladiateur : les participants jonglent avec trois massues, ils forment un cercle en tapant au sol avec leurs massues pour appeler les autres jongleurs à participer puis les jongleurs se lèvent, jonglent et tentent de faire tomber les massues des autres, le dernier l’emportant ;
- des tournois en équipe sur un terrain avec un filet comme au volley-ball pour diabolistes, passeurs et joueur de bâton du diable ;
- du jonglage feu et lumineux les nuits.

## Historique des EJC
| No | Ville                    | Pays        | Année | Date                        | Participants | Surface m² | Organisateur                                                                     | Lien |
| -- | ------------------------ | ----------- | ----- | --------------------------- | ------------ | ---------- | -------------------------------------------------------------------------------- | ---- |
| 48 | Ptuj                     | Slovénie    | 2026  |                             |              |            |                                                                                  |      |
| 47 | Papendal                 | Pays-Bas    | 2025  | 2 août - 10 août            |              |            |                                                                                  |      |
| 46 | Ovar                     | Portugal    | 2024  | 27 juillet - 4 août         |              |            |                                                                                  |      |
| 45 | Lublin                   | Pologne     | 2023  | 29 juillet - 6 août         |              |            | Fundacja Sztukmistrze                                                            |      |
| 44 | Tres Cantos              | Espagne     | 2022  | 6 août - 14 août            |              |            |                                                                                  |      |
| 43 | Hanko                    | Finlande    | 2021  | juillet                     |              |            |                                                                                  |      |
| 42 | Newark-on-Trent          | Royaume-Uni | 2019  | 3 août - 11 août            |              |            |                                                                                  |      |
| 41 | São Miguel, Açores       | Portugal    | 2018  | 28 juillet - 5 août         | 1 300        |            | Associação Cultural de Artes Circenses dos Açores                                |      |
| 40 | Lublin                   | Pologne     | 2017  | 22 juillet - 30 juillet     | 2 440        |            | Fundacja Sztukmistrze                                                            |      |
| 39 | Almere                   | Pays-Bas    | 2016  | 30 juillet - 7 août         | 5 417        | 212 795    | Stichting Europees Jongleerfestival 2016                                         |      |
| 38 | Brunico                  | Italie      | 2015  | 1er août - 9 août           | 4 000        | 177 000    |                                                                                  |      |
| 37 | Millstreet               | Irlande     | 2014  | 19 juillet - 27 juillet     | 2 345        |            | JCEvents Ltd. (?)                                                                |      |
| 36 | Toulouse                 | France      | 2013  | 27 juillet - 4 août         | 4 500        |            | Par Haz Art                                                                      |      |
| 35 | Lublin                   | Pologne     | 2012  | 28 juillet - 5 août         | 1 540        |            | Fundacja Sztukmistrze                                                            |      |
| 34 | Munich                   | Allemagne   | 2011  | 6 août - 14 août            | 7 200        |            | EJC 2011 e.V.                                                                    |      |
| 33 | Joensuu                  | Finlande    | 2010  | 24 juillet - 1er août       | 1 200        |            | Samuli Männistö, Laura Poranen, Janika Hämäläinen, Veikko Sariola, Marko Akkanen |      |
| 32 | Vitoria-Gasteiz          | Espagne     | 2009  | 4 juillet - 12 juillet      | 4 200        |            | Elkarte Kultural                                                                 |      |
| 31 | Karlsruhe                | Allemagne   | 2008  | 2 août - 10 août            | 6 800        |            | Pyramidaler KleinKunst-Verein                                                    |      |
| 30 | Athènes                  | Grèce       | 2007  | 30 juillet - 5 août         | 2 300        |            | Circus Days                                                                      |      |
| 29 | Millstreet               | Irlande     | 2006  | 9 juillet - 16 juillet      | 2 252        |            | JCEvents Ltd.                                                                    |      |
| 28 | Ptuj                     | Slovénie    | 2005  | 14 août - 20 août           | 3 550        |            | Rokodelci Juggling Association                                                   |      |
| 27 | Carvin                   | France      | 2004  | 25 juillet - 1er août       | 4 487        | 93 000     | Ch'ti Cirq                                                                       |      |
| 26 | Svendborg                | Danemark    | 2003  | 5 août - 13 août            | 2 300        |            | E.J.C. 2003 Svendborg                                                            |      |
| 25 | Brême                    | Allemagne   | 2002  | 8 août - 16 août            | 2 200        |            | Zirkuswerkstatt e.V.                                                             |      |
| 24 | Rotterdam                | Pays-Bas    | 2001  | 4 août - 12 août            | 3 500        |            | Stichting EJC2001                                                                |      |
| 23 | Karlsruhe                | Allemagne   | 2000  | 5 août - 12 août            | 2 500        |            | Pyramidaler Kleinkunst-Verein e.V.                                               |      |
| 22 | Grenoble                 | France      | 1999  | 12 août - 18 août           | 2 300        |            | Association Entre ciel et terre                                                  |      |
| 21 | Édimbourg                | Royaume-Uni | 1998  | 3 août - 8 août             | 2 000        |            | EJC98 Ltd.                                                                       |      |
| 20 | Turin                    | Italie      | 1997  | 31 août - 6 septembre       | 1 000        |            | Just for Joy European Association                                                |      |
| 19 | Grenoble                 | France      | 1996  | 12 août - 18 août           | 2 200        |            | Association Entre ciel et terre                                                  |      |
| 18 | Göteborg                 | Suède       | 1995  | 11 août - 18 août           | 1 100        |            | Snöbollen                                                                        |      |
| 17 | Hagen                    | Allemagne   | 1994  | 2 août - 7 août             | 2 000        |            | EJA (Allemagne) e.V.                                                             |      |
| 16 | Leeds                    | Royaume-Uni | 1993  | 1er septembre - 5 septembre | 1 800        |            | Up in the Air Ltd.                                                               |      |
| 15 | Banyoles                 | Espagne     | 1992  | 20 août - 24 août           | 1 500        |            | Sue Hunt                                                                         |      |
| 14 | Vérone                   | Italie      | 1991  | 29 août - 1er septembre     | 2 300        |            | Jules Howarth, Doug Orten                                                        |      |
| 13 | Oldenbourg               | Allemagne   | 1990  | 30 août - 2 septembre       | 2 500        |            | Verein zur Förderung des Freizeitsports e.V.                                     |      |
| 12 | Maastricht               | Pays-Bas    | 1989  | 31 août - 3 septembre       | 2 000        |            | Stichting 12th European Juggling Festival                                        |      |
| 11 | Bradford                 | Royaume-Uni | 1988  | 22 septembre - 25 septembre | 1 000        |            | Sam Scurfield                                                                    |      |
| 10 | Saintes                  | France      | 1987  | 17 septembre - 20 septembre | 1 000        |            | L'institut de jonglage                                                           |      |
| 9  | Castellar de la Frontera | Espagne     | 1986  |                             | 350          |            | Javier Jiminez, Hermann Klink, Fritz Brehm                                       |      |
| 8  | Bruxelles                | Belgique    | 1985  | 5 septembre - 9 septembre   | 600          |            | Cirque de Trottoir                                                               |      |
| 7  | Francfort-sur-le-Main    | Allemagne   | 1984  |                             | 400          |            | Schwerkraft Na Und                                                               |      |
| 6  | Laval                    | France      | 1983  |                             | 200          |            | L'Institut de Jonglage                                                           |      |
| 5  | Copenhague               | Danemark    | 1982  |                             | 110          |            | Jonglorer md Tyngdekaften                                                        |      |
| 4  | Londres                  | Royaume-Uni | 1981  |                             | 100          |            | Tim Batson                                                                       |      |
| 3  | Londres                  | Royaume-Uni | 1980  |                             | 60           |            | Tim Batson                                                                       |      |
| 2  | Newport-on-Tay           | Royaume-Uni | 1979  |                             | 25           |            | Lindsay Leslie                                                                   |      |
| 1  | Brighton                 | Royaume-Uni | 1978  | 15 avril - 16 avril         | 11           |            | Leslie Thomas                                                                    |      |